# 波洛尼奇納
50°8′36″N 24°36′29″E / 50.14333°N 24.60806°E
波洛尼奇納（羅馬化：Polonychna）是烏克蘭的村落，位於該國西部利沃夫州，由舍普季茨基區多布羅特維爾市鎮負責管轄，始建於1570年，面積20.27平方公里，海拔高度216米，2001年人口617，人口密度每平方公里30.44人。